# West Brookfield
West Brookfield és una població dels Estats Units a l'estat de Massachusetts. Segons el cens del 2000 tenia 3.804 habitants.

## Demografia
Segons el cens del 2000, West Brookfield tenia 3.804 habitants, 1.362 habitatges, i 965 famílies. La densitat de població era de 71,8 habitants/km².
Dels 1.362 habitatges en un 33,6% hi vivien nens de menys de 18 anys, en un 59,4% hi vivien parelles casades, en un 8,7% dones solteres, i en un 29,1% no eren unitats familiars. En el 23,6% dels habitatges hi vivien persones soles el 10,4% de les quals corresponia a persones de 65 anys o més que vivien soles. El nombre mitjà de persones vivint en cada habitatge era de 2,53 i el nombre mitjà de persones que vivien en cada família era de 3,01.
Per edats la població es repartia de la següent manera: un 22,9% tenia menys de 18 anys, un 5,3% entre 18 i 24, un 25,7% entre 25 i 44, un 25,1% de 45 a 60 i un 20,9% 65 anys o més.
L'edat mediana era de 43 anys. Per cada 100 dones de 18 o més anys hi havia 78,3 homes.
La renda mediana per habitatge era de 49.722 $ i la renda mediana per família de 58.750$. Els homes tenien una renda mediana de 41.211 $ mentre que les dones 29.783$. La renda per capita de la població era de 21.501$. Entorn del 4% de les famílies i el 6,8% de la població estaven per davall del llindar de pobresa.